# پاتریک لگوئون
پاتریک لگوئون (انگلیسی: Patrick Leugueun؛ زادهٔ ۲۵ فوریهٔ ۱۹۸۱) بازیکن فوتبال اهل فرانسه است که در پست مدافع بازی می‌کرد.
از باشگاه‌هایی که در آن بازی کرده‌است می‌توان به باشگاه فوتبال بوردو، باشگاه فوتبال گنگام، و باشگاه ورزشی لیماسول اشاره کرد.